# Chojnik (Karkonosze)
Chojnik (niem. Kynast, 627 m n.p.m.) – góra położona w obrębie Pogórza Karkonoskiego, w granicach administracyjnych Jeleniej Góry, góruje nad Sobieszowem - dzielnicą Jeleniej Góry.

## Geologia
Zbudowany z granitu karkonoskiego. Na szczycie i zboczach liczne skałki, jaskinie. Południowo-zachodnie zbocze stanowi kilkudziesięciometrowe urwisko. U podnóża północnych zboczy znajduje się grupa granitowych skałek, tzw. Zbójeckie Skały i dwie niewielkie jaskinie: Dziurawy Kamień i Jaskinia Zbójecka.

## Fauna i flora
Zalesione wzgórze porośnięte jest bukami, sosnami i świerkami. Wśród roślin występują tu m.in.: miesiącznica trwała, rojownik pospolity, goryczka polna, oman szlachtawa.
Występuje tu interesująca fauna pajęczaków i ptaków (dzięcioł zielonosiwy, muchołówka mała, gołąb siniak).

## Ochrona przyrody
Góra Chojnik jest objęta rezerwatem przyrody i stanowi enklawę Karkonoskiego Parku Narodowego.

## Zabytki
Na wierzchołku góry znajdują się ruiny zamku Chojnik.

## Szlaki turystyczne
Na szczyt prowadzi kilka szlaków turystycznych:
- czerwony szlak z Sobieszowa,
- czarny szlak z Sobieszowa,
- żółty szlak z Podgórzyna Dolnego,
- zielony szlak z Jagniątkowa,
- zielony szlak z Zachełmia